# 張弼 (道光進士)
張弼，字夢予，號佐廷，又號雲村，山東掖縣（今萊州市）人。清朝政治人物。

## 生平
道光二十四年（1844年）甲辰科進士，選翰林院庶吉士，散館改兵部主事。

## 家族
八世祖张孔教，明万历年间进士。祖父张伟，嘉慶進士。父张尔牧、叔张尔宇亦中進士，一時传为佳话。道光帝曾御赐「祖孙父子兄弟叔侄进士」匾额。